# Albert Christian Sellner
Albert Christian Sellner (* 23. Mai 1945 in Litoměřice, Tschechoslowakei) ist ein deutscher Publizist, Herausgeber, Literaturagent und Antiquar.

## Leben

### Jugend und Studium
Sellner wurde 1946 gemeinsam mit seinen Eltern nach Bayern ausgesiedelt. Er verbrachte seine Schulzeit in Furth i. Wald und Neumarkt/Oberpfalz. Dort besuchte er das altsprachliche Gymnasium. Von 1965 bis 1969 studierte er in Erlangen Osteuropäische Geschichte und Kirchengeschichte. In Wien forschte er über Austromarxismus und die Kommunistische Internationale. 1971 trat er in das linke Buch- und Verlagsprojekt Politladen Erlangen-Gaiganz ein, wo er wesentlich das Programm mitprägte.
Politisch stand Sellner nach Abkehr vom akademischen Marxismus der Spontibewegung und ihren Frankfurter und Münchner Organisationen nahe. Der Politladen übernahm auch Druck und Herstellung der Wir wollen alles, des Sprachrohrs der Frankfurter Revolutionären Kampfs (Cohn-Bendit, Thomas Schmid, Matthias Beltz, Joschka Fischer u. a.).
Nach einem Intermezzo auf einer fränkischen Landkommune – 1975 bis 1977 – übersiedelte Sellner nach Frankfurt, wo er seither lebt und arbeitet.

### In Frankfurt
1979 trat Sellner in die Redaktion der satirischen Zeitschrift Pardon ein. 1981 wurde er Redakteur (unter dem Pseudonym Emil Nichtsnutz) des von Daniel Cohn-Bendit herausgegebenen Pflasterstrand, des wichtigsten Diskussionsorgans der Spontibewegung. 1986 gründete Sellner das Antizeitgeistmagazin Joseph, von dem insgesamt sieben Nummern erschienen, und wurde Herausgeber und Lektor im Eichborn Verlag.
Hier betreute er neben vielen Einzeltiteln die Buchreihe Scarabäus (u. a. Matthias Beltz Schwarze Politik, Norbert Seitz Bananenrepublik und Gurkentruppe, Hermann Rotermund Heldinnen), einige Literatur- und Cartoon-Titel (Rafael Seligmann, Dorothea Zeemann, Elisabeth Kmölniger, Linthaler/Fian, Mary Leunig), die Sammlung Historica, in der vergriffene Texte bedeutender Historiker neu herausgegeben wurden, politische Streitschriften (Warnfried Dettling, Alexander Gauland, Peter Grafe, Udo Knapp, Thomas Schmid, Dan Diner) und politische Gesprächsbücher mit Richard von Weizsäcker, Heiner Geissler, Franz Vranitzky, George Soros.
Ab 1995 arbeitete Sellner als Herausgeber, Verlagsagent, Publizist und Filmer (Maria Modern – das Marienthema in der modernen Kunst, 1997 bei ARTE/ZDF). Ab 1996 gab er mit Matthias Horx eine Edition Zukunft (Metropolitan und ECON) heraus, deren bedeutendstes Werk der Ökooptimismus von Maxeiner/Miersch wurde.
1999 gründete Sellner zusammen mit Esther Sharell den Podprint Verlag, der im Trend der New Economy die Möglichkeiten des Publishing on demand nutzte. Der Schwerpunkt verschob sich aber mit der Zeit zum antiquarischen Buchhandel; das Antiquariat Sellner, Stein und Partner ist spezialisiert auf den Handel mit Büchern der von Hans Magnus Enzensberger begründeten Buchreihe Die Andere Bibliothek. Das Antiquariat Sellner, Stein und Partner hat im Juli 2016 seinen Betrieb eingestellt und einen Räumungsverkauf durchgeführt. Sellner kündigte an, wieder als Autor tätig zu werden.

## Literarische Tätigkeit
Als Autor veröffentlichte Sellner neben Artikeln in der Tagespresse, Magazinen und Sammelbänden die Bücher Immerwährender Heiligenkalender und Immerwährender Päpstekalender.

### Veröffentlichungen
- 1979 Beitrag für Seifert/Nagel: Inflation der Therapieformen (rororo 7235)
- 1981 William Blake-Essay in: Die Rückkehr des Imaginären (Trikont-dianus Verlag, ISBN 3-88167-080-7)
- 1983 Matthias Horx, Albert Sellner und Cora Stephan (Hg.): Infrarot. Wider die Utopie des totalen Lebens. Zur Auseinandersetzung mit "Fundamentalopposition" und "neuem Realismus".  (Rotbuch Verlag ISBN 3-88022-276-2)
- 1986 Locus occultus, Essay über Freiburg, Kursbuch 86 "Esoterik", Rotbuch Verlag Berlin
- 1988 Für das Lexikon linker Leitfiguren (Hg. Edmund Jacoby) acht Kurzbiographien u. a. zu Viktor und Friedrich Adler, Otto Bauer, Karl Renner, Ossietzky und Tito (Büchergilde Gutenberg, ISBN 978-3-763230-28-0)
- 1988 Der sogenannte Gott (Hg. Sellner mit Beiträgen von Sellner, Gunnar Heinsohn, Micha Brumlik, Matthias Beltz, Dora Zeemann u. a.) (Eichborn Verlag ISBN 3-821804-21-1)
- 1993 Immerwährender Heiligenkalender, 103. Band in H. M. Enzensbergers Anderer Bibliothek (Eichborn Verlag, ISBN 3-821841-03-6)
- 1998 Neuausgabe des Immerwährender Heiligenkalender (Zweitausendeins ISBN 3861502828)
- 2006 Der Immerwährende Päpstekalender, 260. Band der Anderen Bibliothek (Eichborn Verlag, ISBN 978-3-821845-75-3)
- 2015 Erweiterte und neu positionierte Neuausgabe des Heiligenbuches unter dem Titel Rebellen Gottes – Geschichten der Heiligen für alle Tage (Conte Verlag, ISBN 978-3-95602-014-8)
- 2019 Vom antiken Heidentum zur christlichen Volksreligiosität und Heiligenverehrung, Essay im Sammelband Ingobertus: Vom Pilger zum Patron (Hg. Elke Sonn), Conte Verlag, ISBN 978-3956021893
- 2019 Die sozialistische Teegeneration, Beitrag in Geh doch rüber! Revisited: Ein Ost-West-Lesebuch und seine Geschichte (Hg. Frank Blohm), Lukas Verlag für Kunst- und Geistesgeschichte, ISBN 978-3867323260
- 2019 Die 'Sexuelle Revolution' und ihr Scheitern, Vorwort zu Papst Benedikt XVI. em.:Ja, es gibt Sünde in der Kirche – Zum Missbrauchsskandal in der katholischen Kirche, fe-medienverlag ISBN 978-3863572327

### Filmarbeiten
- 1985 Text für den Film Kandinsky von Georgia van der Rohe
- 1995 Konzepte für ARTE-Themenabende (Heilige, Maria, Kultstätten u. a.)
- 1997 Film für ARTE (mit Jürgen Hille): Maria Modern – Magie, Kunst, Marketing